# Server Side Includes
Server Side Includes (zkráceně SSI) je jednoduchý webový skriptovací jazyk, který se provádí na straně serveru těsně před odesláním stránky uživateli. SSI patří k nejstarším skriptovacím jazykům.
Používá se hlavně na skládání jedné stránky z různých menších částí.
Soubory SSI mají příponu .shtml, .shtm, .stm, .inc, .ssi
Výhodou SSI je, že se do HTML kódu zapisuje ve tvaru HTML komentáře, tedy mezi značky <!-- a -->. Proto, pokud není SSI na serveru podporované, zůstanou SSI příkazy v stránce jednoduše zakomentované.
Nejčastěji používaný příkaz SSI je na vkládání určitého souboru do stránky.
```
<!--#include virtual="vkladany-soubor.inc" -->

```

SSI dokáže spolupracovat s databází ODBC.

## Nejčastěji používané příkazy
| Příkaz            | Parametry                   | Popis | Příklad |
| ----------------- | --------------------------- | --- | --- |
| Include           | File, direct or virtual     | Nejčastěji používaný příkaz v SSI. Umožňuje vložení obsahu jednoho dokumentu do jiného. Při používání parametru FILE se definuje cesta relativně k cestě dokumentu. Při používání parametru VIRTUAL se cesta definuje relativně ke kořenovému adresáři dokumentu.                                                                                         | <!- # Include virtual = "menu.html" ->                                                                                                |
| Include           | File or virtual             | Stejná funkce jako předešlý řádek. Pomocí parametru VIRTUAL lze vkládat do stránky i skripty jiných programovacích jazyků – PHP, Perl, Java, ColdFusion, CGI ... | <!- # Include virtual = "menu.php" -> or <!- # Include file = "obsah.html" ->                                                         |
| Exec              | Cgi or cmd                  | Pomocí EXEC (zkratka od EXECUTE – provést) se dají na serveru spouštět různé příkazy. Právě EXEC bývá u většiny hostingů z bezpečnostních důvodů zakázán. | <!- # Exec cgi = "/ cgi-bin / skript.pl" -> or <!- # Exec cmd = "ls -l" ->                                                            |
| Echo              | Var                         | Vypsání proměnné na stránku. Tento příkaz funguje stejně jako příkaz ECHO například v PHP. Můžeme buď obsah proměnné definovat my, ale použijeme některou se serverových proměnných. Mezi serverové proměnné patří například HTTP_USER_AGENT, LAST_MODIFIED, HTTP_ACCEPT, REMOTE_ADDR, DOCUMENT_URI, DOCUMENT_NAME, DATE_LOCAL a několik desítek dalších. | <!- # Echo var = "DATE_LOCAL" -> |
| Config            | Timefmt, sizefmt, or errmsg | Pomocí CONFIG můžeme upřesnit a změnit způsob zobrazování údajů na obrazovku jinak jako jsou defaultně nastaveny. SSI nabízí velmi rozsáhlou modifikaci výpisu údajů. | <!- # Config timefmt = "% y% m% d" -> or <!- # Config sizefmt = "bytes "-> or <!- # config errmsg =" Bohužel, příkaz se neprovedl "-> |
| Flastmod or fsize | File or virtual             | SSI dokáže na jednoduché úrovni pracovat i se soubory – zjištění velikosti souboru, poslední úprava souboru ... SSI nedokáže do souborů zapisovat | <!- # Flastmod virtual = "index.html" -> or <!- # Fsize file = "skript.pl" ->                                                         |
| Printenv          |                             | PRINTENV vypíše na obrazovku všechny údaje o serveru, prohlížeči uživatele, čas, datum, IP adresách, dokumentu ve kterém se příkaz nachází ... | <!- # Printenv -> |